# استثمار استراتيجي مستدام
الاستثمار الاستراتيجي المستدام (إس إس آي) استراتيجية استثمار تعترف بالشركات الرائدة التي تحرك المجتمع نحو الاستدامة وتكافئها. يعتمد الاستثمار الاستراتيجي المستدام على تعريف علمي للاستدامة قائم على الإجماع، وافتراض أن «التنبؤ الرجعي من مبادئ الاستدامة» حيث تُعيّن رؤية لمستقبل مستدام كنقطة مرجعية لتطوير الإجراءات الاستراتيجية، هو النهج المفضل لتُحرك شركة بشكل استراتيجي نحو الاستدامة. طُوّر من قبل الباحثين في معهد بليكينغ للتكنولوجيا في السويد.

## نظام الاستثمار الاستراتيجي المستدام
يحدد الاستثمار الاستراتيجي المستدام أن الاستثمار المالي يوفر عائدًا تنافسيًا معدلًا حسب المخاطر، في الوقت الذي يوفر فيه رأس مال استثماري للشركات التي تحاول بنشاط أن تصبح أكثر استدامة. ينطوي على تعرض أقل للمخاطر المتعلقة بالاستدامة، ويأخذ في الاعتبار المقاييس المالية جنبًا إلى جنب مع الجوانب البيئية والاجتماعية والحكومية (إي إس جي)، بالإضافة إلى تحليلات الاستراتيجية لتعليم عملية صنع القرار الاستثماري.
خصائص الاستثمار الاستراتيجي المستدام:
- انخفاض التعرض لمخاطر الاستدامة.
- تعريف الاستدامة بناءً على الإجماع العلمي.
- مدفوع في المقام الأول بالتحرك نحو الاستدامة.[3]
- النظر في التحليل المالي، والجوانب البيئية والاجتماعية والحكومية، والتحليل الاستراتيجي.

تجري عملية الاستثمار الاستراتيجي المستدام من خلال إعطاء الأولوية لتخصيص رأس المال الاستثماري للشركات التي تأخذ زمام المبادرة في التحول عن السلوك غير المستدام نحو طرق جديدة لممارسة الأعمال التجارية. يوفر تخصيص رأس المال هذا حافزًا للشركات للمضي قدمًا في اتجاهٍ مستدام. ترد هذه الحركة في المسؤولية الاجتماعية للشركات (سي إس أر) وغيرها من التقارير المالية الإضافية، لكنها تُسجّل أيضًا في المجالات التقليدية للميزانيات المالية العمومية للشركة.
تتوفر صورة أوضح للتأثير النهائي لإجراءات الشركة تجاه الاستدامة، من خلال دمج استثمار الاستدامة والعوائد في التقارير المالية التقليدية. تُولَّد عوائد أكبر للمستثمرين وزيادة في الحركة نحو الاستدامة مع كل دورة في حلقة التعزيز الإيجابية هذه.
تتخذ المؤسسات الاستثمارية، مثل الصناديق المشتركة وصناديق المعاشات التقاعدية، موقفًا طويل الأجل بشأن الاستثمارات وبالتالي تكون مناسبةً بشكل مثالي لدمج استراتيجيات الاستثمار الاستراتيجي المستدام.

## الخلفية النظرية
يرتبط الأساس النظري للاستثمار الاستراتيجي المستدام ارتباطًا وثيقًا بالتنمية المستدامة الاستراتيجية، واشتهرت من خلال منظمة الخطوة الطبيعية، ومؤسسها الدكتور كارل هنريك روبيرت.
تشبه هذه الاستراتيجية الاستثمار المسؤول اجتماعيًا (إس أر آي)، وهي ممارسة متنامية بين المستثمرين الأخلاقيين، غير أن الاستثمار الاستراتيجي المستدام يدرك الثغرات في الاستثمار المسؤول اجتماعيًا التي أشار إليها العديد من الأكاديميين والممارسين، ويقدم بعض البدائل.

## أداة تحليل الاستثمار الاستراتيجي المستدام
يجب مراعاة فجوتين من أجل تطوير إس أر آي الحالي وممارسات الاستثمار التقليدية نحو استثمار استراتيجي مستدام:
- الاعتراف بالشركات ذات الإستراتيجيات الرائدة بشكل حقيقي لمستقبل مستدام.
- يجب إقامة صلة قوية ومحددة بشكل جيد بين التحرك نحو الاستدامة وعوائد الاستثمار الأعلى.

تعالج أداة تحليل الاستثمار الاستراتيجي المستدام الفجوة الأولى بقياس إستراتيجية الشركة في تناول الاستدامة. تسمح للمستثمرين بالتعرف على الشركات التي تقود عملية الانتقال في اتجاه جديد، وما التي ستكون على الأرجح قوية الأداء في سوق الغد.